# 제담
라퍼스빌 제담(Rapperswil Seedamm)은 후르덴(SZ)과 라퍼스빌(SG) 사이 취리히 호수의 가장 좁은 지역에 있는 부분적으로 인공 둑길이자, 다리이다. 제담은 취리히 S-반의 S5 및 S40 노선과 쥐토스트반 포어알펜 익스프레스에서 사용되는 철도와 함께 호수를 가로지르는 도로와 철도를 운행한다.

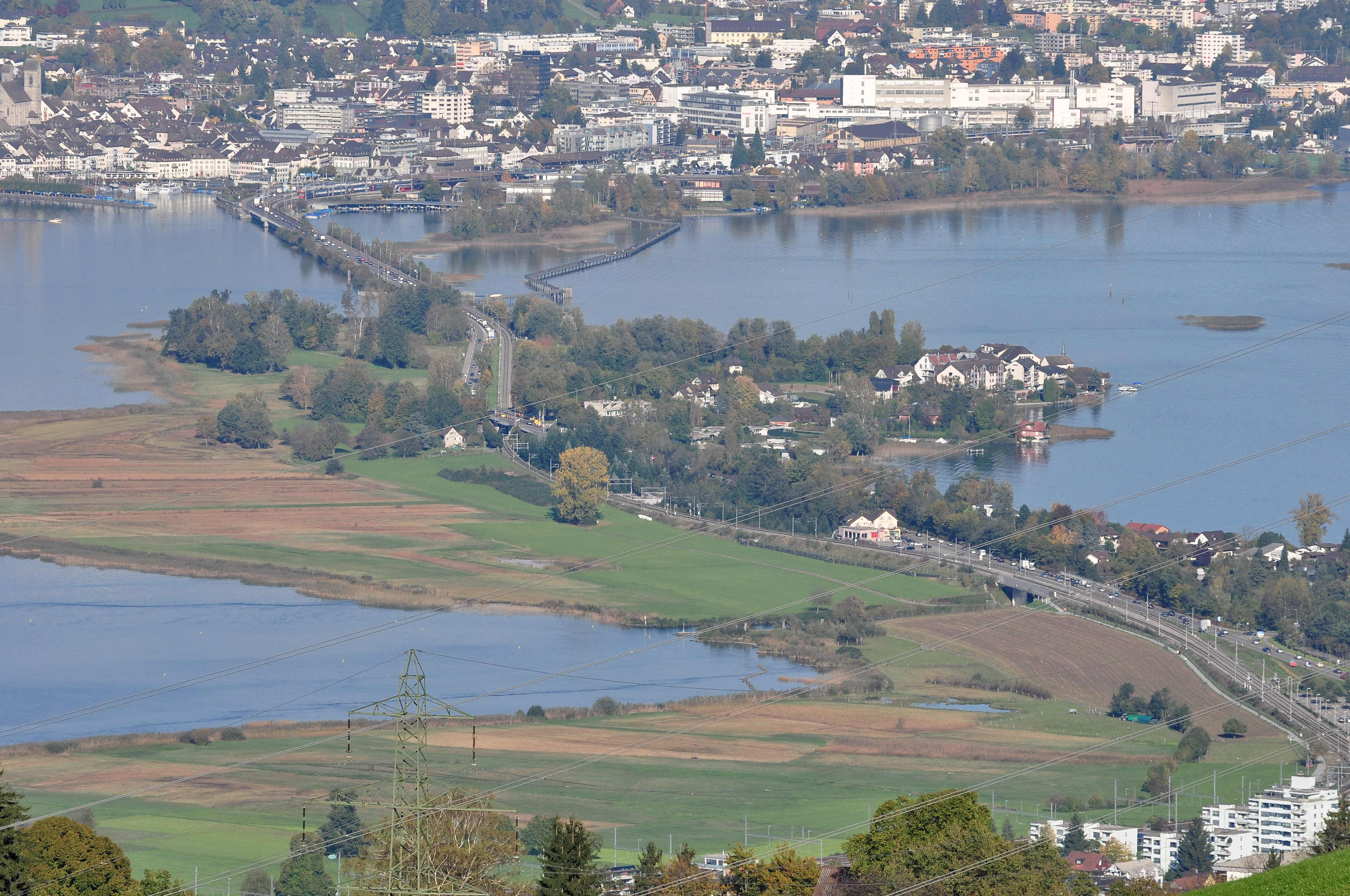
제담과 오버제

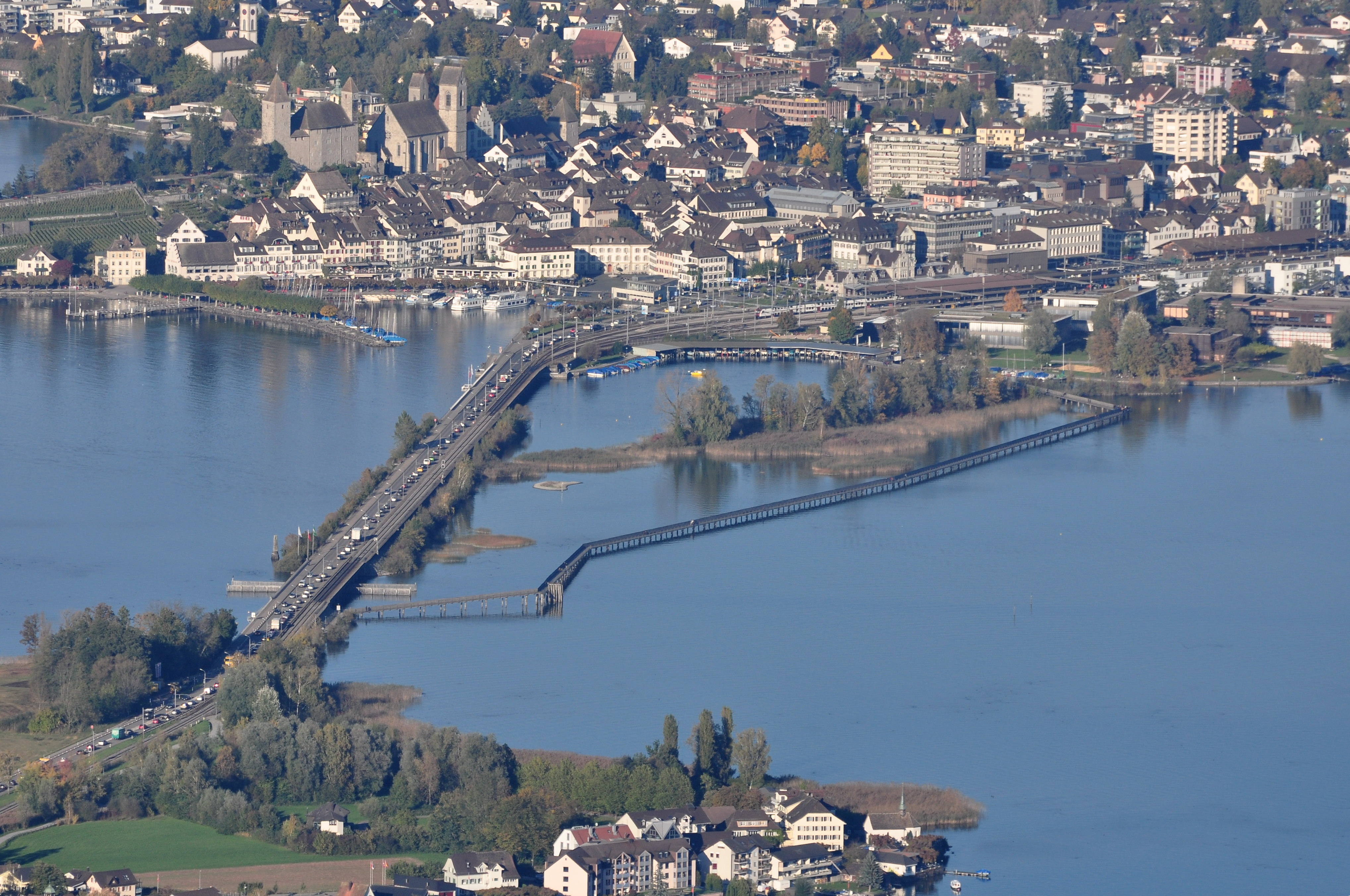
1878년 라퍼스빌쪽으로 만들어진 둑길

## 지리
제담은 슈비츠주, 장크트갈렌주 및 취리히주의 세 스위스 주 사이에 위치한 빙하기 빙퇴석 위에 건설되었다. 이 빙퇴석은 호수의 남쪽 기슭에서 돌출된 반도를 형성하고 있으며, 여기에는 작은 섬인 후르덴 마을과 호수의 라퍼스빌 쪽, 취리히 호수와 상부 오버제를 나누는 얕은 물 부분이 있다. 이 얕은 수역을 가로지르는 둑길과 두 개의 다리는 길이가 1km이며 도로와 철도를 운행한다. 현대적인 둑길과 다리의 동쪽에는 홀츠브뤼케 라퍼스빌-후르덴 (목제 보행자 다리), 기원전 1500년경 동쪽과 서쪽 호숫가 사이의 첫 번째 다리를 재건하여 2001년에 건설되었다. 남서쪽에 위치한 프라우엔빈켈은 각각 뤼첼라우섬과 우페나우섬 사이에 있는 후르덴과 페피콘 사이의 동쪽 취리히 호수 호반에 있는 제담 지역 주변에 위치한 늪지대이다.

## 역사
1873년 스위스 연방 의회는 오늘날의 석조 둑길과 다리 건설을 승인했다. 건설 작업은 1875년에 시작되어 1878년에 완료되었다(같은 해에 기존 목조 다리가 제거됨). 건설 비용은 총 1,462,000 스위스 프랑이며 그 중 1,100,000은 라퍼스빌 시에서 지불했다. 1878년 취리히제-고트하르트반은 라퍼스빌역에서 제담을 경유하는 철도 노선을 개통했다. 1939년과 1951년에 현재 제담 둑길이라고 불리는 이 둑길은 증가하는 수요를 충족시키기 위해 보강되었다. 제담의 다리 부분은 더 작은 선박이 그 아래로 지나갈 수 있도록 하지만, 취리히 호수의 하반부와 상반부 사이의 주요 운송 채널은 이제 후르덴 선박 운하를 통과한다. 1942/43년에 후르덴 반도 기슭을 통해 절단되어 후르덴 마을을 인공 섬에 배치했다. 이 운하는 도로와 철도를 모두 운반하는 슈테르넨브뤼케에 걸쳐 있다. 이 둑길은 40톤 트럭이 제담을 건널 수 있도록 2010년 3월과 11월 사이에 개조되었다.
2001년에 교차로의 처음 840m에 대해 둑길 옆에 새로운 목조 인도교가 만들어졌다. 그것은 라퍼스빌과 1551년에 지어진 인근 하일리크 휘슬리 다리 예배당을 연결하는 역사적인 호수 다리와 거의 같은 장소에 지어졌다. 이 소위 야콥스베크에서 아인지델른 수도원까지 연결은 수세기 동안 오래된 순례길의 일부였다.
21세기 초에는 매일 약 75대의 여객열차와 24,000대의 차량이 둑길과 라퍼스빌-요나 마을을 통과했으며, 2016년 기준으로 평균 26,000대의 차량이 통행했다. 러시아워 동안 도로와 철도의 교통 체증을 완화하기 위해 라퍼스빌-요나는 소위 모빌리티 요금제에 대한 시범 프로젝트에 스위스 최초의 도시로 참여할 것으로 예상된다.

## 문화유산
취리히제와 오버제 호수 지역 사이 제담 지협의 오버제 호숫가에 위치한 이 지역은 4개의 선사 시대 말뚝 주거 정착지인 프라이엔바흐–후르덴 로스호른, 프라이엔바흐–후르덴 제펠트, 제구벨 및 라퍼스빌-요나-테히니쿰와 인접해 있는 선사 시대 호수 교차점과 가깝다. 호수가 시간이 지남에 따라 크기가 커졌기 때문에 원래 말뚝은 현재 406m의 호수 수위 아래 약 4m에서 7m이다.
알프스 주변의 선사시대 말뚝 주거지인 유네스코 세계문화유산 56개 스위스 유적지의 일부일 뿐만 아니라, 정착촌은 스위스 국가 및 지역 중요 문화재 목록에 국가 중요 A등급 대상으로 등재되어 있다.